# Roy Heiner
Roy Heiner (* 22. November 1960 in Virginia, Südafrika) ist ein ehemaliger niederländischer Segler.

## Erfolge
Roy Heiner nahm an vier Olympischen Spielen teil. 1988 belegte er in der Bootsklasse Finn-Dinghy in Seoul den siebten Platz. Vier Jahre darauf startete er in Barcelona im Soling, in dem er nicht über den 18. Platz hinaus kam. Bei den Olympischen Spielen 1996 in Atlanta segelte er erneut im Finn-Dinghy und beendete die Regatta auf dem dritten Rang, womit er hinter Mateusz Kusznierewicz und Sébastien Godefroid die Bronzemedaille gewann. Die Spiele 2000 in Sydney bestritt er wiederum im Soling und verpasste als Vierter knapp einen weiteren Medaillengewinn. Bei Weltmeisterschaften gewann Heiner zunächst 1988 in Ilhabela die Silbermedaille im Finn-Dinghy, 1999 in Melbourne folgte die Bronzemedaille im Soling. 1999 wurde er im Soling zudem Europameister.
Dreimal startete Heiner beim Ocean Race. 1997/98 wurde er als Skipper der Brunel Sunergy Achter, beim Volvo Ocean Race 2001–2002 wurde er Zweiter mit Assa Abloy. 2005–2006 war er Technischer Direktor von ABN Amro One, das den Wettbewerb gewann.